# Russell Hicks
Russell Hicks (* 4. Juni 1895 in Baltimore, Maryland; † 1. Juni 1957 in Los Angeles, Kalifornien) war ein US-amerikanischer Schauspieler.

## Leben und Karriere
Russell Hicks machte zunächst eine Ausbildung zum Kaufmann, entschied sich dann aber für die Schauspielerei. Ironischerweise sollte er in seiner Filmkarriere aber vor allem Geschäftsleute verkörpern. Bereits in den 1910er Jahren hatte er einige kleine Filmrollen, unter anderem in den Griffith-Filmepen Die Geburt einer Nation und Intoleranz. Um 1920 arbeitete er als Casting Director beim Filmstudio Famous Players. In den 1920ern spielte er bei verschiedenen Theatergruppen, im Dezember 1925 machte er in der Komödie The Wisecrackers sein Debüt am Broadway. In den folgenden zehn Jahren war er noch in weiteren Stücken wie Torch Song und Goin’ Home dort zu sehen.
Mitte der 1930er Jahre siedelte der hochgewachsene, distinguiert aussehende Hicks wieder nach Hollywood um. Er spielte vor allem würdevoll auftretende Charaktere wie Militäroffiziere, Anwälte, Richter oder Kaufleute. In einigen Filmen entpuppten sich seine Figuren allerdings auch als wenig vertrauenswürdig, etwa in der Rolle des öligen, betrügerischen Geschäftsmannes J. Frothingham Waterbury in der W.-C.-Fields-Komödie Der Bankdetektiv (1940). In dem Abenteuerfilm Der Bandit und die Königin aus dem Jahr 1946 spielte er den alternden Robin Hood. Bis in die 1950er Jahre war Hicks als Nebendarsteller an mehr als 300 Film- und Fernsehproduktionen beteiligt. Zuletzt spielte er in mehreren Fernsehserien wie West Point und Crossroads.
Russell Hicks starb 1957 im Alter von 61 Jahren an einem Herzinfarkt. Mit seiner Ehefrau Virginia Baker hatte er fünf Kinder.

## Filmografie (Auswahl)
- 1915: Die Geburt einer Nation (The Birth of a Nation)
- 1916: Intoleranz (Intolerance)
- 1933: Before Morning
- 1934: The Case of the Howling Dog
- 1934: Ein schwerer Junge (The St. Louis Kid)
- 1934: 1929 – Manhattan N.Y. (Gentlemen Are Born)
- 1934: Babbitt
- 1935: Charlie Chan in Shanghai
- 1935: Go Into Your Dance
- 1935: 1,000 Dollars a Minute
- 1935: Wenn sie nur kochen könnte (If You Could Only Cook)
- 1936: Marine gegen Liebeskummer (Follow the Fleet)
- 1937: Sternschnuppen (Pick a Star)
- 1937: Criminals of the Air
- 1937: The Westland Case
- 1938: Chicago (In Old Chicago)
- 1938: Die goldene Peitsche (Kentucky)
- 1938: Lebenskünstler (You Can’t Take It with You)
- 1939: Swanee River
- 1939: Damals in Hollywood (Hollywood Calvacade)
- 1939: The Story of Vernon and Irene Castle
- 1939: Union Pacific
- 1939: Verrat im Dschungel (The Real Glory)
- 1940: Der Bankdetektiv (The Bank Dick)
- 1940: The Blue Bird
- 1940: Tödlicher Sturm (The Mortal Storm)
- 1940: Goldschmuggel nach Virginia (Virginia City)
- 1940: Land der Gottlosen (Santa Fe Trail)
- 1940: Rache für Jesse James (The Return of Frank James)
- 1941: Laurel und Hardy: Schrecken der Kompanie (Great Guns)
- 1941: Vertauschtes Glück (The Great Lie)
- 1941: König der Toreros (Blood and Sand)
- 1941: Schönste der Stadt (The Strawberry Blonde)
- 1941: Sergeant York
- 1941: Sein letztes Kommando (They Died with Their Boots On)
- 1941: Die kleinen Füchse (The Little Foxes)
- 1941: Die Marx Brothers im Kaufhaus (The Big Store)
- 1941: Überfall der Ogalalla (Western Union)
- 1941/45: I Was a Criminal
- 1942: To the Shores of Tripoli
- 1942: Tennessee Johnson
- 1942: Schatten am Fenster (Fingers at the Window)
- 1942: Vorsicht Gespenster! (Hold That Ghost)
- 1942: Hitler – Dead or Alive
- 1942: Tarzans Abenteuer in New York (Tarzan’s New York Adventure)
- 1943: Laurel und Hardy – Schrecken aller Spione (Air Raid Wardens)
- 1943: Eine Frau für den Marshall (The Woman of the Town)
- 1943: Die Stubenfee (His Butler’s Sister)
- 1944: Captain America (Filmserial)
- 1944: Janie
- 1945: Straße der Versuchung (Scarlet Street)
- 1945: San Francisco Lilly (Flame of Barbary Coast)
- 1946: Charlie Chan – Ein fast perfektes Alibi (Dark Alibi)
- 1945: Die Entscheidung (The Valley of Decision)
- 1946: Der Bandit und die Königin (The Bandit of Sherwood Forest)
- 1946: Karten, Kugeln, Banditen (Plainsman and the Lady)
- 1946: Bis die Wolken vorüberzieh’n (Till the Clouds Roll By)
- 1947: Endlos ist die Prärie (The Sea of Grass)
- 1947: Brennende Grenze (The Fabulous Texan)
- 1947: Zwei trübe Tassen – vom Militär entlassen (Buck Privates Come Home)
- 1947: Mädchen für Hollywood (Variety Girl)
- 1948: Der Herr der Silberminen (Silver River)
- 1948: My Dear Secretary
- 1948: Ein Mann für Millie (The Mating of Millie)
- 1948: Ein Pferd namens October (The Return of October)
- 1948: Die bronzene Göttin (The Velvet Touch)
- 1948: Strick am Hals (The Noose Hangs High)
- 1948: Die rauhen Reiter der furchtlosen Legion (The Gallant Legion)
- 1948: Die Plünderer von Nevada (The Plunderers)
- 1948: Schwarze Pfeile (The Black Arrow)
- 1949: Ein Mann wie Sprengstoff (The Fountainhead)
- 1949: Samson und Delilah (Samson and Delilah)
- 1949: Konterbande (South of St. Louis)
- 1950: The Flying Saucer
- 1950: Das skandalöse Mädchen (The Petty Girl)
- 1956: Die 7. Kavallerie (7th Cavalry)